# Nanna flavipes
Nanna flavipes är en tvåvingeart som först beskrevs av Fallen 1819.  Nanna flavipes ingår i släktet Nanna och familjen kolvflugor. Arten är reproducerande i Sverige. Inga underarter finns listade i Catalogue of Life.